# Księga akcyjna
Księga akcyjna – księga akcji imiennych i świadectw tymczasowych, którą w spółce akcyjnej oraz komandytowo-akcyjnej obowiązany jest prowadzić zarząd tej spółki. Spółka może jednak zlecić prowadzenie księgi bankowi lub domowi maklerskiemu w Rzeczypospolitej Polskiej. Księga akcyjna może być prowadzona w formie zapisu elektronicznego.
W księdze akcyjnej wpisywane jest imię i nazwisko albo firma (nazwa) oraz siedziba i adres akcjonariusza albo adres do doręczeń, a także wysokość dokonanych wpłat. Na wniosek osoby uprawnionej wpisuje się też – z podaniem daty – fakt przeniesienia akcji na inną osobę.
Każdy akcjonariusz ma prawo przeglądać księgę akcyjną oraz żądać odpisu (za zwrotem kosztów jego sporządzenia).